# خیمه‌گاه (همدان)
خیمه گاه، روستایی از توابع بخش پیشخور شهرستان فامنین در استان همدان ایران است که هم اکنون پیش از 87 خانوار در این روستا سکونت دارند تقدیر و تشکر از برادران شیری.

## جمعیت
این روستا در دهستان پیشخور قرار دارد و براساس سرشماری مرکز آمار ایران در سال ۱۳۹۵، جمعیت آن 87 نفر (18 خانوار) بوده‌است.(ممنون از جناب آقای عبدالله شیری)

## نگارخانه

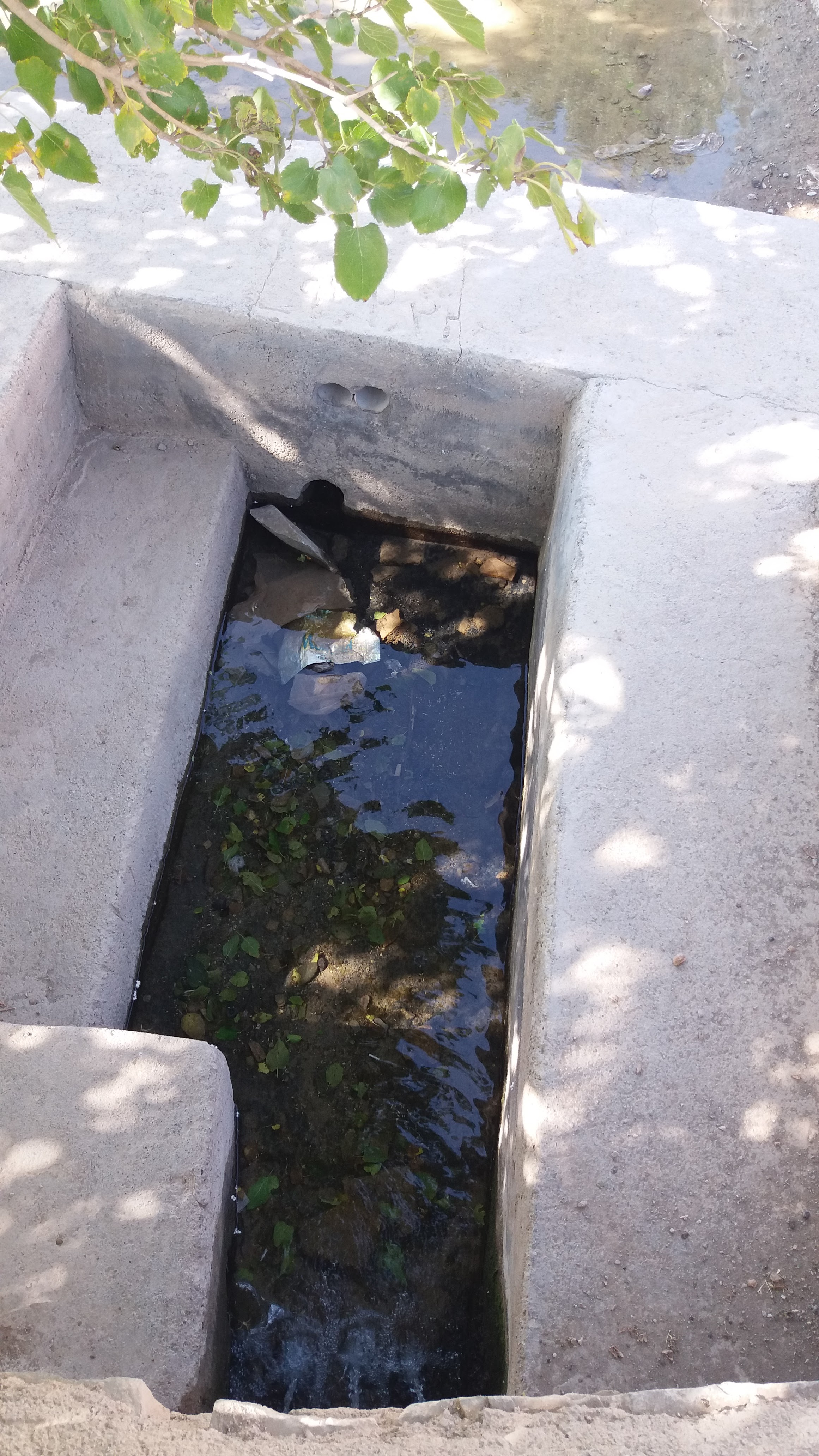
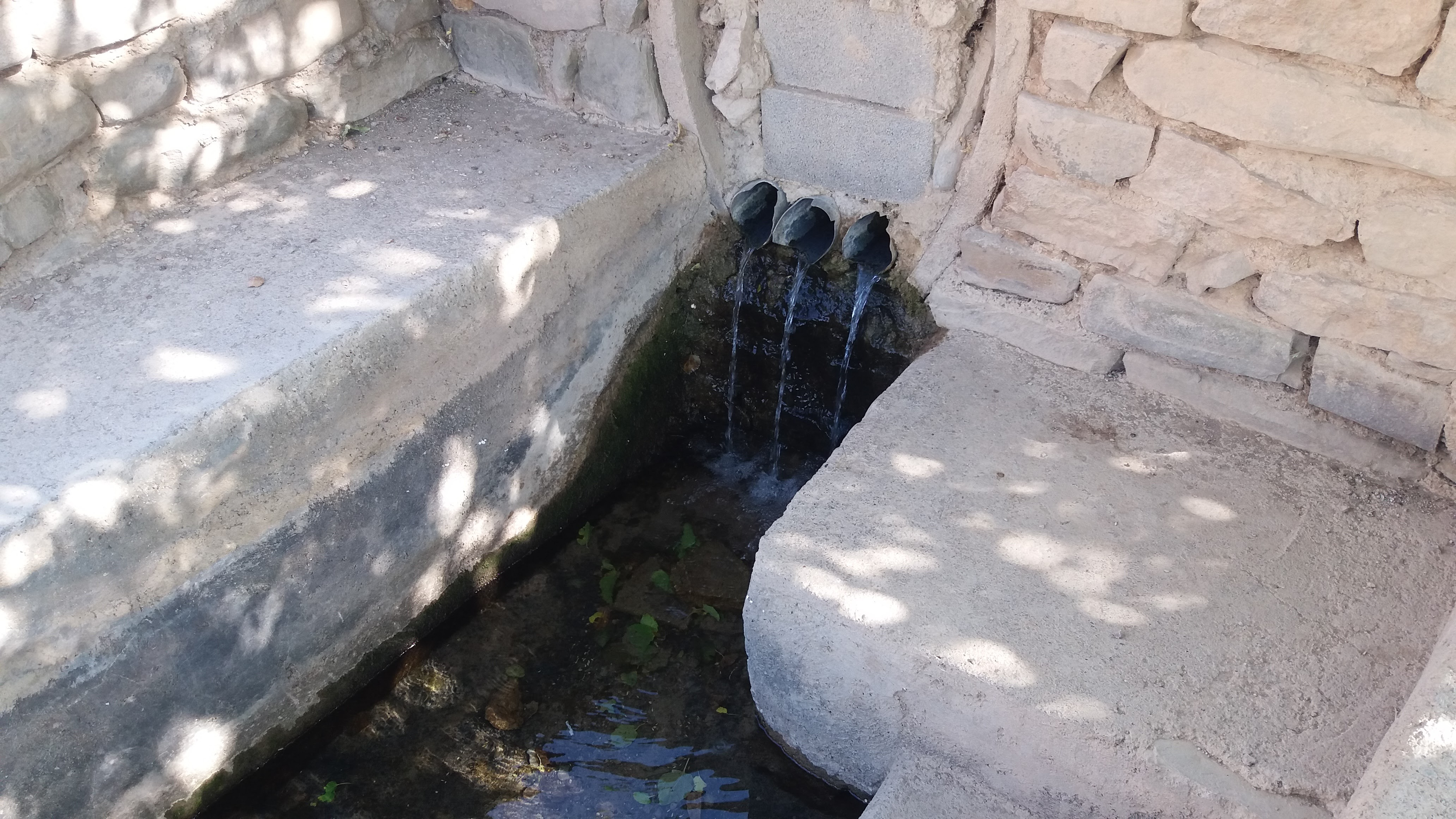
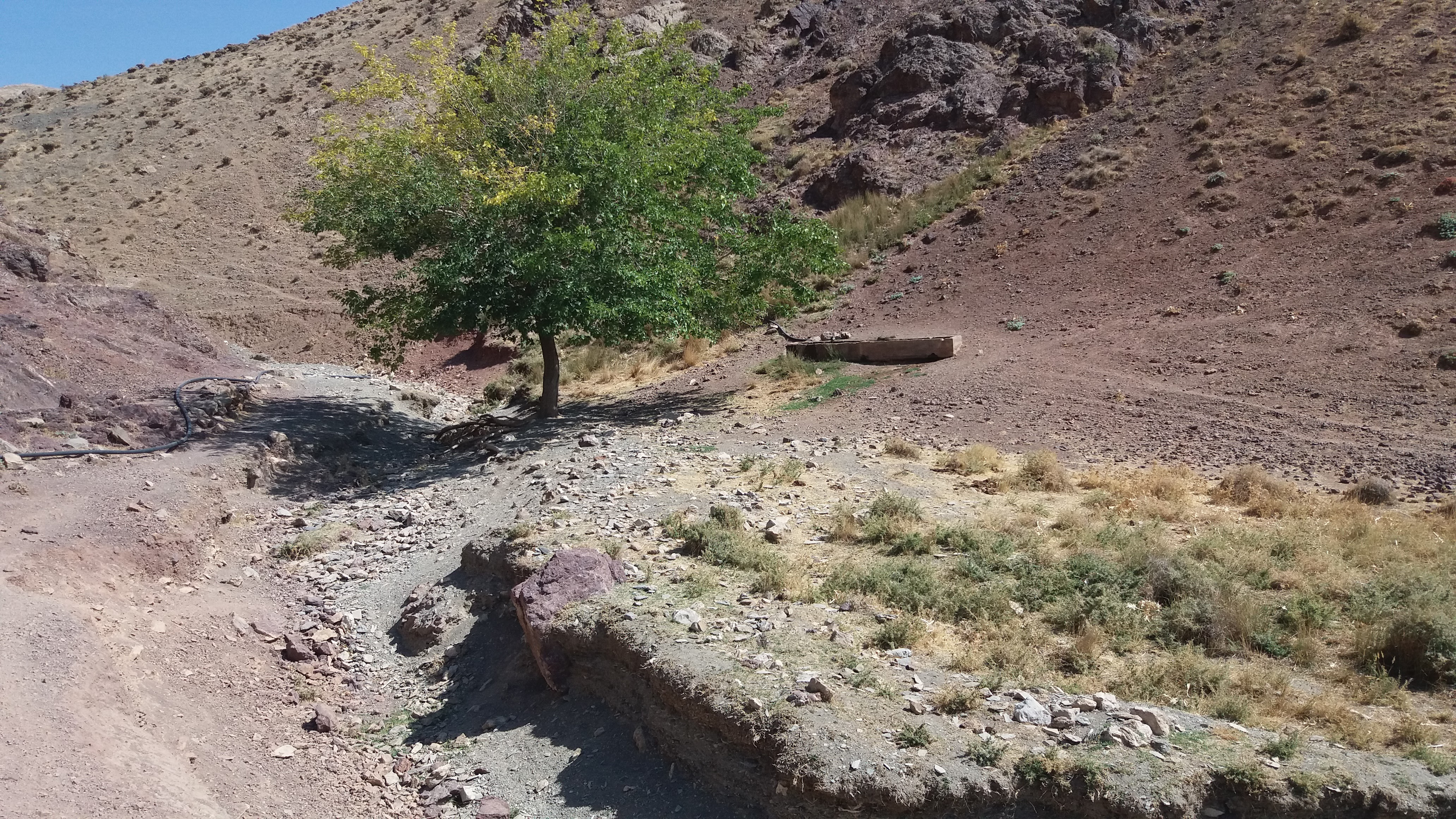

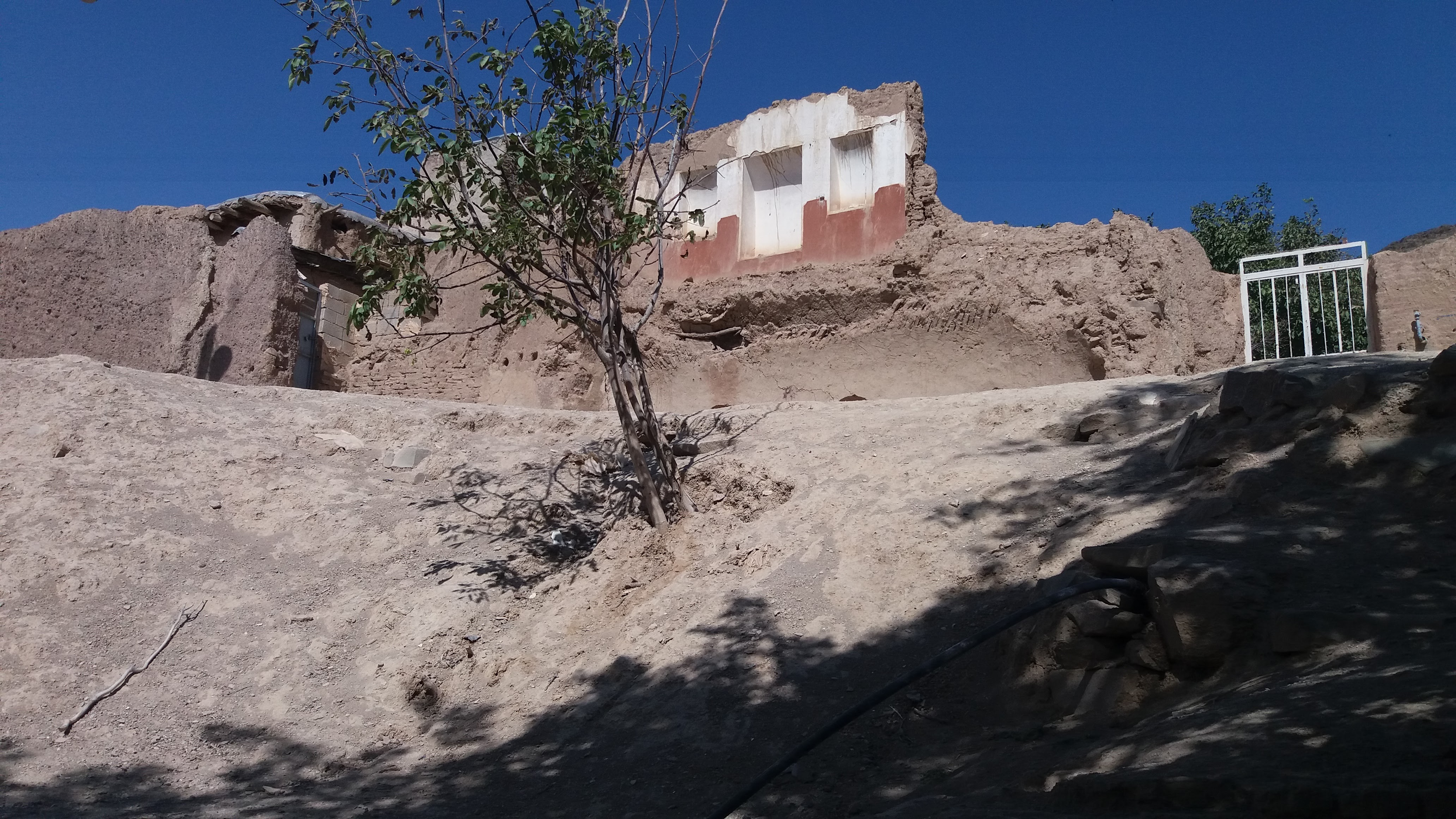
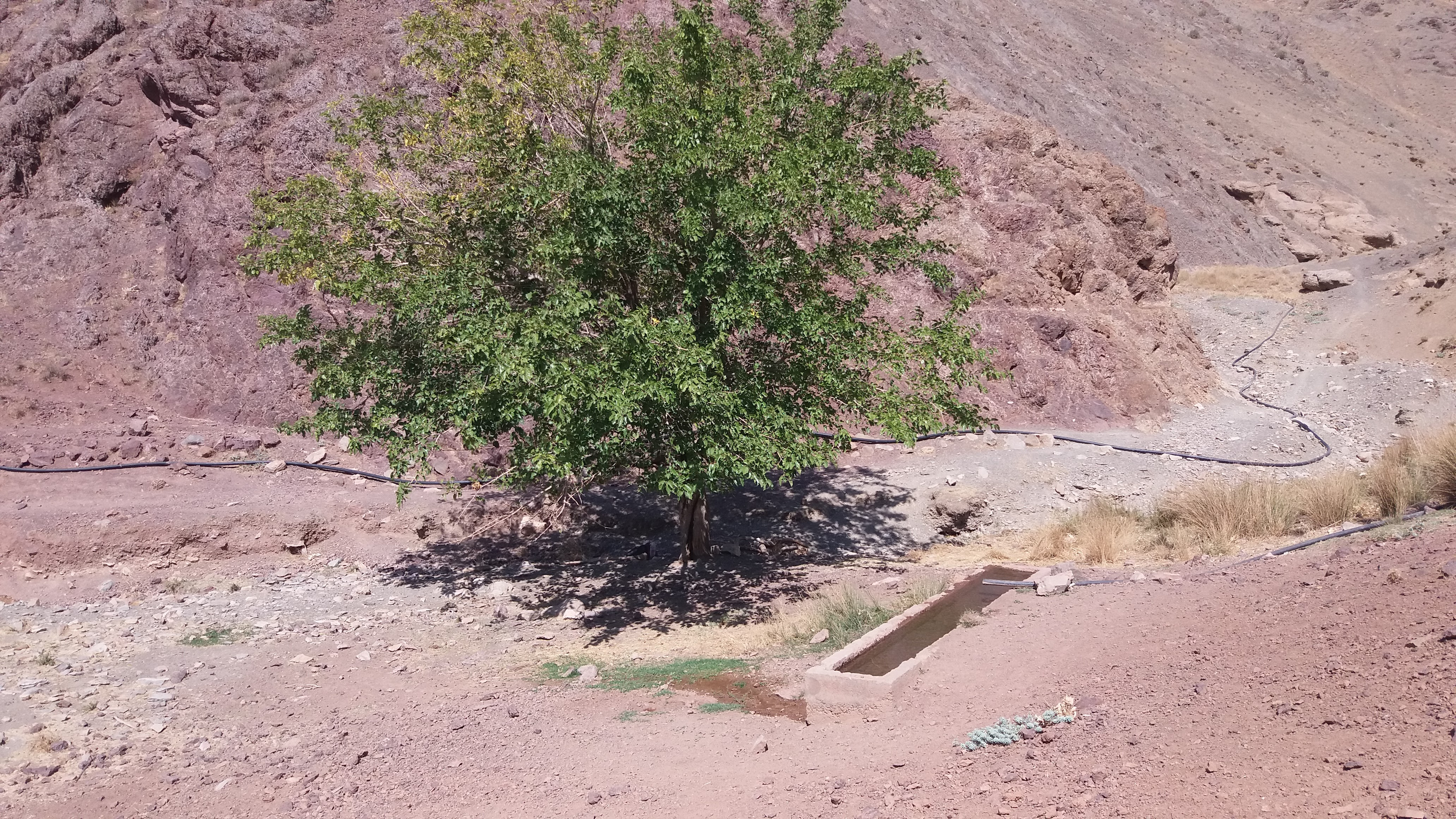
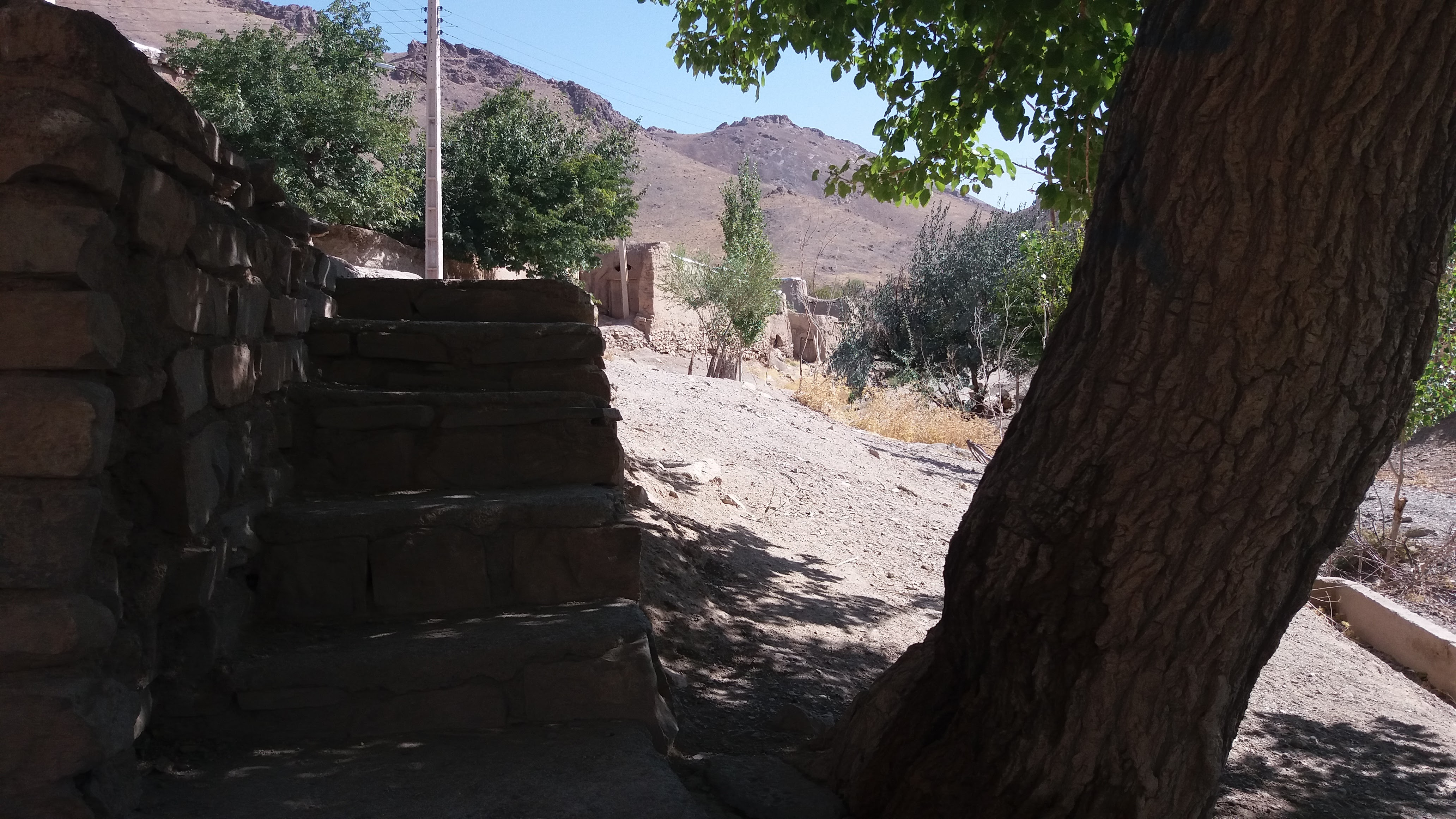

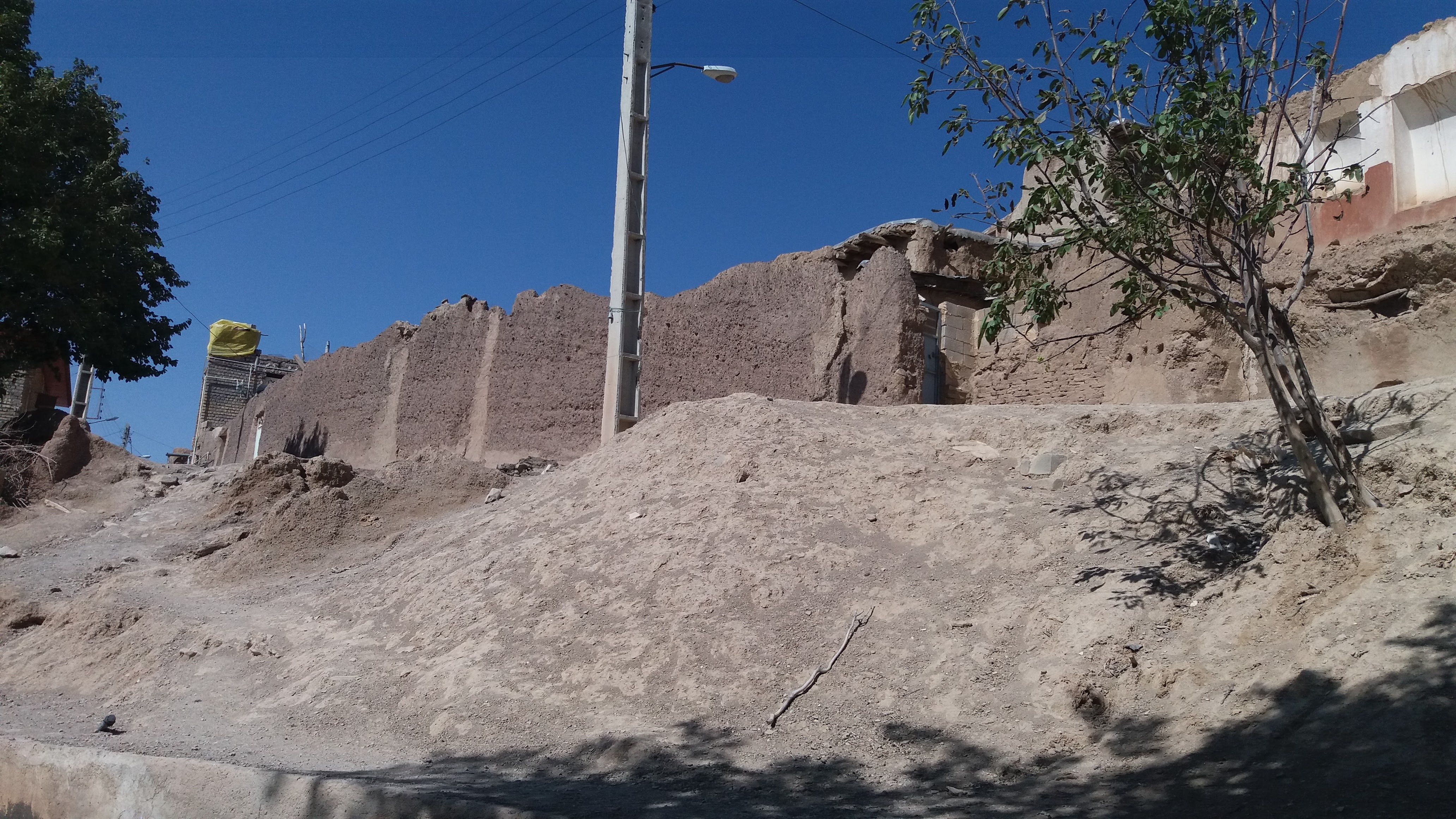
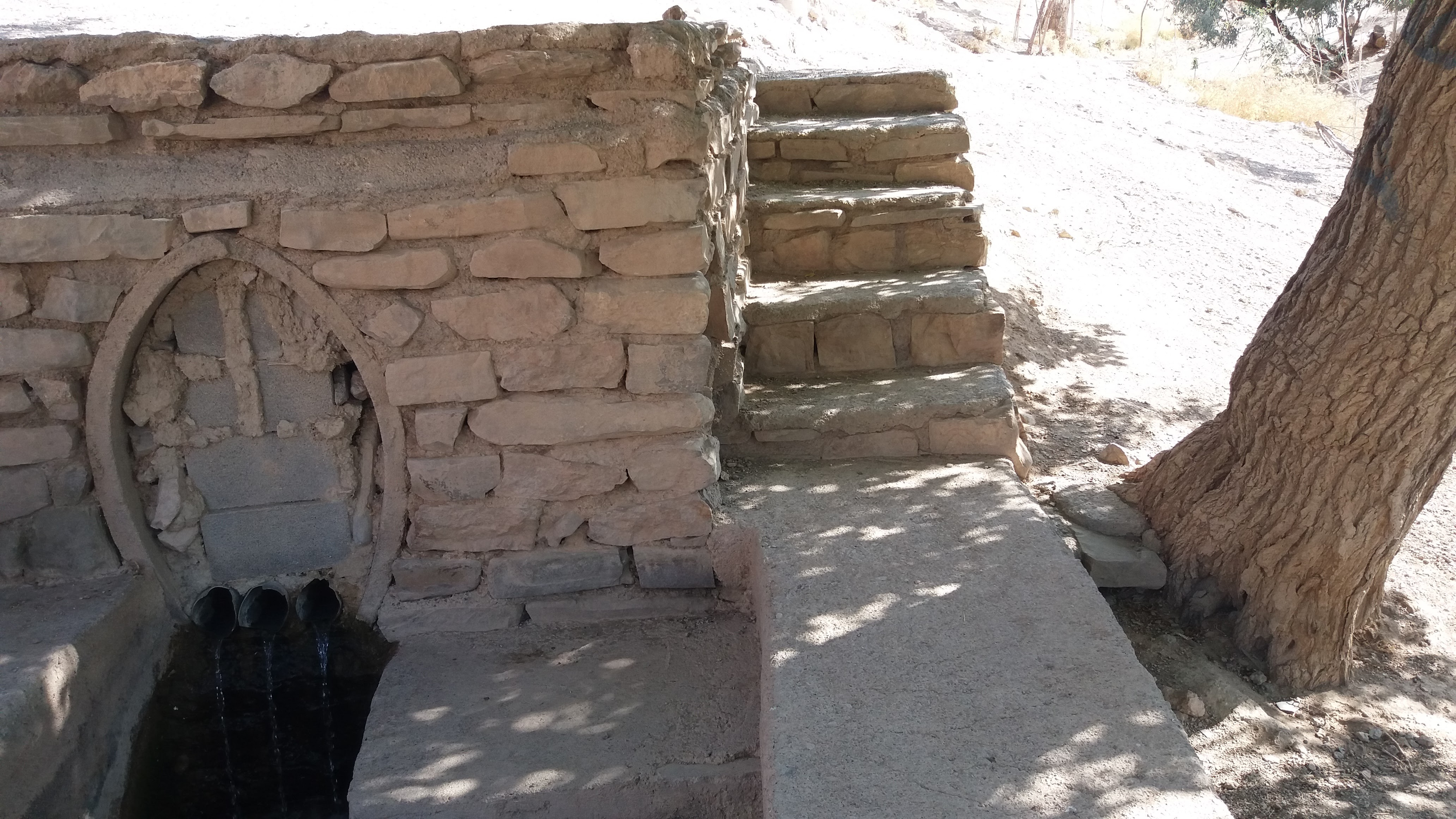
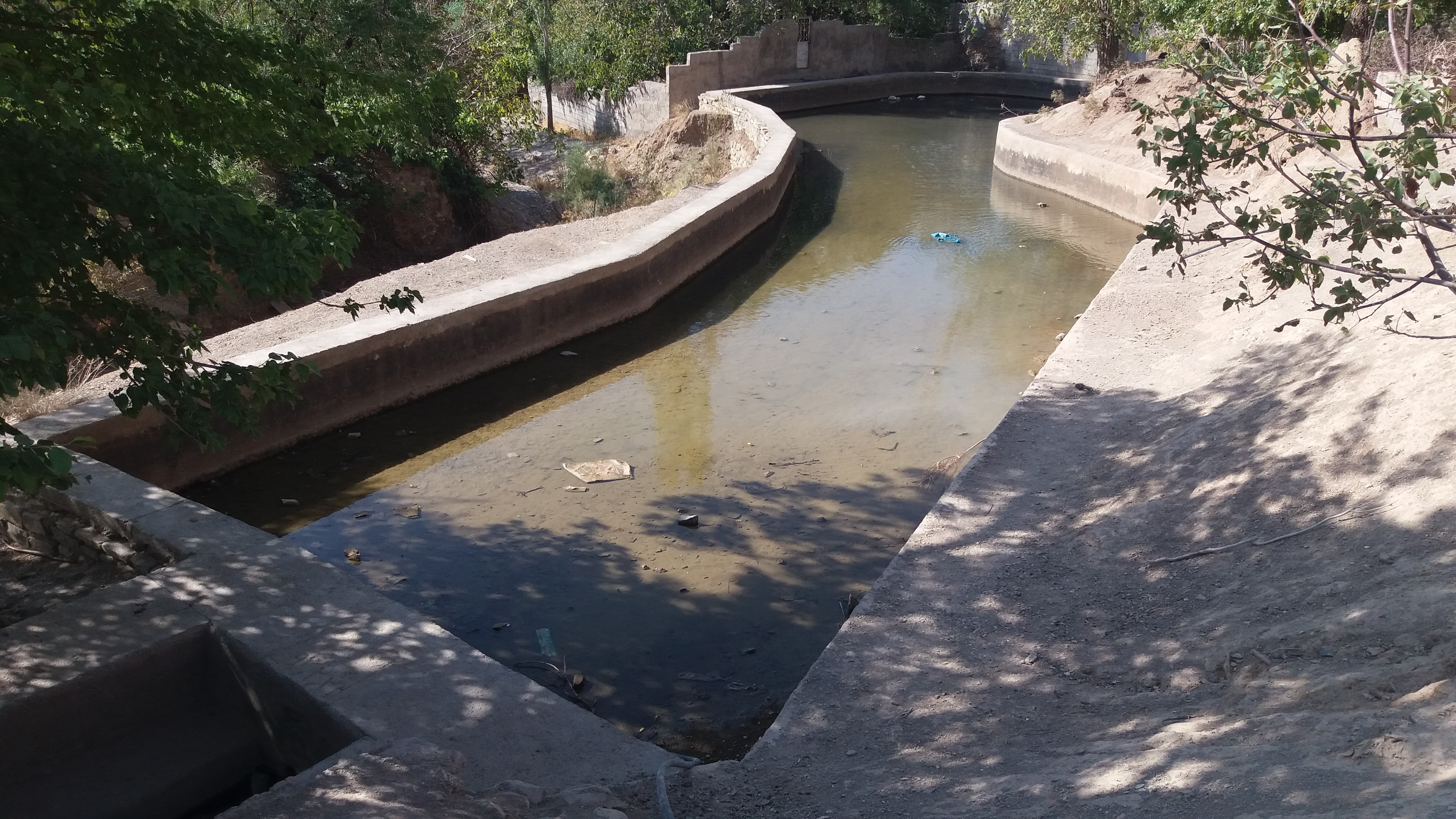